# René Étiemble
René Étiemble (magyaros kiejtése „röné étyjambl”; Mayenne, 1909. január 26. – Vigny, Marville-Moutiers-Brûlé, 2002. január 7.; kínai neve pinjin hangsúlyjelekkel: Ān Tiánpǔ; magyar népszerű: An Tien-pu; hagyományos kínai: 安田樸; egyszerűsített kínai: 安田朴) francia író, sinológus.

## Főbb művei
- Rimbaud (avec Yassu Gauclère), Paris, 1936. Gallimard
- L'Enfant de chœur, 1937. Gallimard
- Notre paix (avec Michel Berveiller), Mexico et Chicago, 1941
- Proust et la crise de l'intelligence, Alexandrie, 1945. Ed. Valeurs
- Six Essais sur trois tyrannies, Paris, 1947. Editions de la Revue Fontaine
- Peaux de couleuvre, 1, 1948. Gallimard
- Le Mythe de Rimbaud, thèse soutenue en 1952. Gallimard
- Hygiène des lettres 1 : Premières notions, 1952. Gallimard
- Hygiène des lettres 2 : Littérature dégagée, 1955. Gallimard
- Hygiène des lettres 3 : Savoir et goût, 1958. Gallimard
- Tong Yeou Ki ou Le Nouveau Singe pèlerin, 1958. Gallimard
- Supervielle. 1960. Gallimard
- Blason d'un corps, 1961. Gallimard
- Connaissons-nous la Chine?, 1964. Gallimard
- Parlez-vous franglais?, 1964. Gallimard
- Hygiène des lettres 4 : Poètes ou faiseurs?, 1966. Gallimard
- Confucius, 1966. Gallimard
- Hygiène des lettres 5 : C'est le bouquet!, 1967. Gallimard
- L'Orient philosophique, 1968
- Le Babélien, 1968
- Le Jargon des sciences, 1968
- Le Sonnet des voyelles, 1968. Gallimard
- Retours du monde, 1969. Gallimard
- Correspondance avec Jules Supervielle (1936 - 1959), 1969. Seyes
- Yun Yu érotique chinoise, 1970
- L'Art d'écrire, 1970
- L'écriture. 1973. Gallimard
- Les Jésuites en Chine, 1973. Gallimard
- Mes contre-poisons, 1974. Gallimard
- Essais de littérature (vraiment) générale, 1974. Gallimard
- 40 ans de mon maoïsme, 1976. Gallimard
- Comment lire un roman japonais?, 1980
- Le Kyoto de Kawabata, 1980
- Trois femmes de race, 1981. Gallimard
- Quelques essais de littérature universelle, 1982. Gallimard
- Le Cœur et la Cendre, soixante ans de poésie, 1985
- Racismes, Arléa, 1986
- L'Érotisme et l'Amour, Arléa, 1987
- Ouverture(s) pour un comparatisme planétaire, 1988
- Lignes d'une vie 1 ou le meurtre du père, Arléa, 1988
- L'Europe chinoise 1, De l'Empire romain à Leibniz, 1988. Gallimard
- L'Europe chinoise 2, 1989. Gallimard
- Lignes d'une vie 2: le meurtre du petit père, Arléa, 1990
- Vingt-cinq ans après, 1991
- Nouveaux essais de littérature universelle, 1992. Gallimard
- Propos d'un emmerdeur. Entretiens sur France Culture avec Jean-Louis Ezine. Arléa, 1993

## Fordítás
- Ez a szócikk részben vagy egészben  az   Étiemble című angol Wikipédia-szócikk ezen változatának fordításán alapul.  Az eredeti cikk szerkesztőit annak laptörténete sorolja fel. Ez a jelzés csupán a megfogalmazás eredetét és a szerzői jogokat jelzi, nem szolgál a cikkben szereplő információk forrásmegjelöléseként.
- Ez a szócikk részben vagy egészben  a   René Étiemble című francia Wikipédia-szócikk ezen változatának fordításán alapul.  Az eredeti cikk szerkesztőit annak laptörténete sorolja fel. Ez a jelzés csupán a megfogalmazás eredetét és a szerzői jogokat jelzi, nem szolgál a cikkben szereplő információk forrásmegjelöléseként.